# Янкович, Йована
Йована Янкович (серб. Јована Јанковић) — телеведущая сербского телеканала К1, главный редактор информационного агентства Танјуг Тачно. 20-24 мая 2008 года совместно с Желько Йоксимовичем была ведущей 53-го конкурса песни Евровидение-2008 в Белграде. В 2009 году объявляла результаты голосования телезрителей и жюри Сербии в финале Евровидение 2009.
Родилась 25 апреля 1981 года в Белграде. В 2001 году стала телеведущей сербского телеканала БК, а с 2005-го работала на телеканале РТС, на котором вела «Утреннюю программу». Теперь работает на сербском телеканале «Pink», ведущей утренней программы «Добро Јутро: Јована и Срђан».

## Фильмография
- 2006 — Евровидение-2006 — ведущая голосования Сербии и Черногории
- 2007 — Четвёртый человек — телеведущая (камео)
- 2008 — Евровидение-2008 — ведущая
- 2016 — Я люблю Сербию[серб.] — участница

## Личная жизнь
Замужем за Желько Йоксимовичем. Сын — Коста Йоксимович (родился 10 апреля 2014 года). 
- Дочери-близнецы - Ана и Срна (родились 2 октября 2017)